# Витория Фарнезе
Вижте пояснителната страница за други личности с името Витория Фарнезе.
Витòрия Фарнèзе (на италиански: Vittoria Farnese, * 10 август 1519, Валентано, Херцогство Кастро; † 13 декември 1602, Пезаро) от италианския род Фарнезе е принцеса от Херцогство Парма и Пиаченца и чрез брак херцогиня на Урбино.
Несъмнено надарена със силна личност и посреднически умения, тя е противоречива фигура. Знае как да печели обичта на своите поданици, но нейната прекомерна намеса в семейната и обществената сфера не пропуска да ѝ създаде горчиви вражди, които я принуждават да отсъства от херцогството за дълги периоди, проваляйки се в задълженията си на суверен.

## Произход
Тя е единствената дъщеря и първо дете на Пиер Луиджи II Фарнезе (* 1503, † 1547), херцог на Кастро и на Парма и Пиаченца, и на Джеролама Орсини (* 1504, † 1590). Нейни дядо и баба по бащина линия са Алесандро Фарнезе, който на 13 октомври 1534 г. става папа с името Павел III и така започва издигането на нейното семейство, и метресата му Силвия Руфини, а по майчина – Луиджи Орсини, граф на Питиляно, и Джулия Конти. Има четири братя:
- Алесандро младши (* 1520, † 1589), епископ на Парма и кардинал декан
- Отавио (* 1524, † 1586), херцог на Парма и Пиаченца от 1547, херцог на Кастро от 1553, съпруг на Маргарита Пармска, дъщеря на император Карл V
- Ранучо (* 1530, † 1565), архиепископ на Неапол, кардинал, меценат
- Орацио (* 1531, † 1553), херцог на Кастро от 1545, съпруг на Диана Френска, дъщеря на краля на Франция  Анри II.

## Биография

### Начални години
Родена в семейния замък във Валентано, Витория е единствената дъщеря на херцог Пиер Луиджи II Фарнезе. Отгледана е в замъка Градоли от майка си, като почти никога не вижда баща си, зает с военни кампании. Получава добро образование у дома.

### Брак
Многобройните планове за брак, в които Витория участва, са ръководени от нейния дядо по бащина линия папа Павел III и нейния брат кардинал Алесандро Фарнезе млади. Опитът да я омъжат за член на френската кралския дом Валоа е неуспешен, както и преговорите за брак с Козимо I де Медичи, Фабрицио Колона и Емануил Филиберт Савойски, принц на Пиемонт. През 1539 г., след смъртта на императрица Изабела Португалска, Витория е предложена от семейството си за съпруга на император Карл V, който обаче отхвърля предложението.
28-годишната Витория е в доста напреднала възраст за тогавашна неомъжена благородничка, когато следващият брачен план на семейството ѝ най-накрая се оказва успешен. През февруари 1547 г. Гуидобалдо II дела Ровере, херцог на Урбино, овдовява. Покойната му съпруга Джулия да Варано носи Херцогство Камерино като зестра, но не успява да осигури оцелял мъжки наследник за съпруга си, така че херцогът започва подготовка за нов брак. Преговорите за брака на Витория и Гуидобалдо II се водят от кардиналите Алесандро Фарнезе и Ерколе Гонзага. Представителят на Гуидобалдо II в Рим описва Витория като скромно, благочестиво и любезно момиче. Тя има зестра от 60 000 дуката, както и бижута, златни и сребърни предмети на стойност 20 000 дуката. Бракът чрез пълномощник е отпразнуван във Ватикана на 29 юни 1547 г.; по това време младоженецът е на служба във Венецианската република. Официалният брак е сключен в Урбино на 30 януари 1548 г. Съюзът удовлетворява и двете страни: от една страна бракът с внучката на управляващия папа укрепва крехката херцогска власт на Гуидобалдо II, а от друга – съюзът с херцога, викарий in temporalibus на Светия престол, в управлението на стратегически важна територия и във владение на феодалното владение на Сора в Кралство Неапол, с широки роднински връзки с други династии на полуострова, позволява на Фарнезе да го въвлекат в политическите си планове и окончателно да разрешат проблема с Камерино, отнето от Да Варано, в полза на Отавио Фарнезе. 
В очакване на преместването ѝ в Урбино, където пристига на 30 януари 1548 г., посрещната от пищни тържества, Витория демонстрира своите дипломатически умения, като получава от Павел III номинацията in pectore за Джулио Фелтрио, брат на херцога, направен кардинал на 9 януари 1548 г., и постоянната инвеститура на цялата херцогска територия за съпруга ѝ Гуидубалдо II и неговите мъжки потомци.

### Херцогиня на Урбино
През 1550 г. Витория получава от съпруга си крепостта Градара, която запазва като своя лична собственост до смъртта на съпруга си през 1574 г. През 1552 г. тя пожелава да реформира общинския статут, който Малатеста – предишните господари на Градара, са предоставили на града от 1363 г. Според съвременни източници херцогинята е добре запозната с всички дела на имотите на съпруга ѝ и ги използва в полза на своя дядо-папа, за да укрепи позицията на Херцогство Урбино. Действа като посредник при разрешаването на спорове между членове на семейството. През 1569 г. успява да убеди девер си кардинал Джулио дела Ровере да отстъпи Херцогство Сора на своя племенник Франческо Мария, неин син. През 1579 г. Франческо Мария продава феода на семейство Бонкомпани, за да изплати част от дълговете, наследени от баща му.
Религиозните възгледи на херцогинята се различават донякъде от тези на тогавашните църковни възгледи: тя отдава голямо значение на Библията и е на мнение, че бракът е по-добър от безбрачието. Във външната политика поддържа проимперска ориентация и е силен поддръжник на Хабсбургите. Успява да осигури частично самоуправление на Градара и да получи редица фискални привилегии за поданиците си. При нея в херцогството започва да се произвежда коприна. През 1562 г. успява да потуши бунта в Губио. През 1572 – 1573 г. има проблеми с потушаването на бунта в Урбино, породен от преместването на столицата на херцогството в Пезаро, пожелано от съпруга ѝ, но в крайна сметка той е жестоко потушен от самия него.

### Последни години и смърт
Овдовялата Витория прекарва известно време в двора на сина си херцог Франческо Мария II. Поради разногласията между тях през юли 1582 г. тя заминава за Парма, където остава 4 месеца, за да подкрепи племенницата си Маргерита Фарнезе в неуспешния ѝ брак с Винченцо I Гонзага, престолонаследник на Мантуа. На следващата година се завръща в Урбино, за да организира брака на най-малката си дъщеря Лавиния Фелтрия, като ѝ дава зестра от 80 000 скуди. Разногласията между нея и сина ѝ се засилват и вдовстващата херцогиня отново напуска Урбино на 12 юни 1584 г., завръщайки се едва на 30 март 1588 г., пребивавайки междувременно в Капрарола, Градоли, Витербо и Каподимонте. 
Тя страда от неуспешния брак на сина си: снаха ѝ Лукреция д’Есте е с 15 г. по-възрастна от Франческо Мария II и е безплодна; едва през август 1578 г. Светият престол разрешава на съпрузите да живеят поотделно, но бракът им не е анулиран. Лукреция се завръща във Ферара, но продължава да бъде съпруга на херцога на Урбино до смъртта си през 1598 г., когато Франческо Мария II най-накрая е свободен да се ожени повторно: булката е втората му братовчедка – 14-годишната Ливия дела Ровере, избрана от самата Витория. Херцогът на Урбино също не е доволен от този втори съюз, но успява да създаде така очаквания наследник – Федерико Убалдо дела Ровере, роден три години след смъртта на Витория. Изабела, най-голямата ѝ и любима дъщеря, също има брачни проблеми. Твърди се, че е грозна и деформирана, и е малтретирана от съпруга си Бернардино Сансеверино, принц на Бизиняно, като често търси закрила при майка си. Отношенията на Витория с другата ѝ най-малка дъщеря, Лавиния Фелтрия, също остават обтегнати. Витория е подкрепяна от брат си, кардинал Алесандро Фарнезе млади, и племенниците си Клелия и Лавиния, които отглежда.
Последните си години прекарва в Пезаро, имайки здравословни проблеми. От честата ѝ кореспонденция със сина ѝ е видно, че отношенията им се подобряват и че тя се намесва по-малко в управлението. Умира на 13 декември 1602 г. на 83-годишна възраст. Тленните ѝ останки са погребани в Църквата на монахините на Корпус Домини (църква „Сант' Убалдо“ в Пезаро).

## Брак и потомство
∞ 29 юни 1547 (чрез представител) във Ватикана, 30 януари 1548 в Урбино за Гуидобалдо II дела Ровере (* 2 април 1514 в Урбино, † 28 септември 1574 в Пезаро), кондотиер, меценат, херцог на Урбино (1538 – 1574), от когото има един син и четири дъщери:
- Франческо Мария II дела Ровере (* 20 февруари 1549, Пезаро; † 23 април 1631, Урбания), последният херцог на Урбино (1574 – 1631); ∞ 1. 18 февруари 1570 за Лукреция д’Есте, от която няма деца 2. 26 април 1599 за братовчедка си Ливия дела Ровере, от която има един син
- Изабела дела Ровере (* 1554, † 6 юли 1619), ∞ 1565 за Николо Берардино Сансеверино, княз на Бизиняно
- Лавиния Фелтрия дела Ровере (* 16 януари 1558, † 7 юни 1632), ∞ 1575 за Алфонсо Феличе д’Авалос (* 1556, † 1619), маркиз на Васто, княз на Франкавила
- Леонора дела Ровере (* 1552, † 1553)
- Беатриче дела Ровере

Витория отглежда заедно с децата си и извънбрачните деца на братята си – Клелия, дъщеря на кардинал Алесандро млади, и Лавиния, дъщеря на Отавио, както и децата на семейство Дела Ровере, като се грижи за Иполито и Джулиано, синове на девер ѝ кардинал Джулио.

## В културата
На Витория Фарнезе са посветени множество поетични и прозаични произведения. Италианската поетеса Лаура Батифери ѝ посвещава „Седемте покайни псалма“ (Sette Salmi Penitenziali). Хуманистът Антонио Бручоли, преследван от Инквизицията, ѝ посвещава няколко духовни стихотворения.
Известни са три нейни портрета: един от неизвестен художник от кръга на Тициан и понастоящем в Музея за изящни изкуства в Будапеща, друг от Джакомо Виги от 1566 г., понастоящем в частна европейска колекция, и трети – копие на портрета от Камила Гуериери, което се намира в Градския музей на Палацо Моска в Пезаро.